# 向·初称江楚
向·初称江楚（1924年7月—2010年）藏族，云南省迪庆藏族自治州中甸县人。藏传佛教宁玛派活佛，藏医学家，中国近现代南派藏医代表人物。

## 学术贡献
1987年起，他负责主持研制迪庆药材，截至2005年前后共研制成功了56种藏成药，其中名贵的藏成药有10种，包括“二十五味珍珠丸”、“七十味珍珠丸”等等。1988年，他被中华人民共和国卫生部授予“全国卫生文明先进工作者”称号；1991年被推选为云南省中医药十大名老中医之一；还获得国务院颁发的“中国科技人员特殊贡献奖”。